# Cyberpunk: Edgerunners
Cyberpunk: Edgerunners (サイバーパンク エッジランナーズ?, Saibāpanku Ejjirannāzu) è un original net anime di genere cyberpunk prodotto dallo studio Trigger e ispirato al videogioco Cyberpunk 2077, sviluppato dalla CD Projekt, che ha anche supervisionato la produzione dell'ONA. La serie è stata distribuita globalmente su Netflix il 13 settembre 2022.
Ambientato a Night City, l'anime funge da prequel del gioco e si svolge circa un anno prima degli eventi di Cyberpunk 2077.
Alla sua uscita, l'anime ha ricevuto recensioni molto positive, con elogi diretti ai personaggi, all'animazione e al worldbuilding.
A ottobre 2022 la CD Projekt ha annunciato che l'anime non avrebbe ricevuto una seconda stagione e ha dichiarato che, sebbene fossero disponibili a collaborare nuovamente con lo studio Trigger, Cyberpunk: Edgerunners è stata pensata come un'opera autoconclusiva.

## Introduzione
Cyberpunk: Edgerunners è ambientato a Night City, una metropoli autosufficiente situata nello Stato Libero della California, invasa da corruzione, criminalità e dipendenza cibernetica. La città è divisa in sei distretti, ognuno dei quali ha precise esigenze di vita, ed è controllata da diverse mega-corporazioni, tra cui la Arasaka e la sua rivale Militech. L'ONA è ambientato principalmente a Santo Domingo, il distretto più antico, più povero e più industriale di Night City. 

## Trama
In una società distopica invasa da corruzione, criminalità e impianti cibernetici, un ragazzino di strada impulsivo ma talentuoso di nome David, dopo aver perso tutto ciò che aveva in una sparatoria su strada, sceglie di continuare a vivere diventando un edgerunner: un mercenario high-tech del mercato nero noto anche come "cyberpunk".

## Personaggi e doppiatori
David Martinez (デイビッド・マルティネス?, Deibiddo Marutinesu)
Doppiato da: Kenn (ed. giapponese), Alessandro Pili (ed. italiana)
Un adolescente latino-americano che è uno dei migliori studenti della prestigiosa Accademia Arasaka. A causa della sua provenienza da una famiglia povera, è inesorabilmente vittima di bullismo dai suoi compagni di classe e si sente come se non appartenesse all'ambiente scolastico. Una tragedia improvvisa e devastante lo porta ad abbandonare la sua educazione, mettendolo sulla strada per diventare un edgerunner.
Lucyna "Lucy" Kushinada (ルーシー?, Rushi)
Doppiata da: Aoi Yuki (ed. giapponese), Francesca Bielli (ed. italiana)
Una giovane netrunner che viene coinvolta sentimentalmente con David, introducendolo nel mondo criminale di Night City. Cova un odio particolare verso l'Arasaka e sogna di viaggiare sulla Luna.
Rebecca (レベッカ?, Rebecca)
Doppiata da: Tomoyo Kurosawa (ed. giapponese), Giada Sabellico (ed. italiana)
Una edgerunner dal grilletto facile e un membro della squadra di Maine. È la sorella minore di Pilar.
Maine (メイン?, Mein)
Doppiato da: Hiroki Tōchi (ed. giapponese), Diego Baldoin (ed. italiana)
Un edgerunner veterano che comanda la propria squadra. È uno dei clienti di Gloria e permette a David di unirsi al gruppo sotto la sua guida.
Dorio (ドリオ?)
Doppiata da: Michiko Kaiden (ed. giapponese), Elda Olivieri (ed. italiana)
La ragazza di Maine e la seconda in comando.
Pilar (ピラル?, Piraru)
Doppiato da: Wataru Takagi (ed. giapponese), Matteo De Mojana (ed. italiana)
Un tecnico sboccato e un membro della squadra di Maine. È il fratello maggiore di Rebecca.
Kiwi (キーウィ?, Kiwi)
Doppiata da: Takako Honda (ed. giapponese), Elena Cavalli Carbone (ed. italiana)
Una netrunner veterana che è spesso fredda e stoica, membro della squadra di Maine.
Falco (ファルコ?, Faruko)
Doppiato da: Yasuyuki Kase (ed. giapponese), Anthony Conte (ed. italiana)
Un membro della squadra di Maine che lavora come autista.
Faraday (ファラデー?, Faradē)
Doppiato da: Kazuhiko Inoue (ed. giapponese), Andrea Beltramo (ed. italiana)
Un fixer che lavora per la Militech. Ha un rapporto d'affari con la squadra di Maine e spesso li assume per assegnargli missioni di spionaggio aziendale contro l'Arasaka.
Ripperdoc (リパードク?, Ripādoku)
Doppiato da: Kenjiro Tsuda (ed. giapponese), Francesco De Angelis (ed. italiana)
Un tecnico-bisturi locale che aiuta ad aggiornare e installare gli impianti cibernetici di David, oltre a fornirgli gli immunosoppressori necessari.
Gloria Martinez (グロリア・マルティネス?, Guroria Marutinesu)
Doppiata da: Yurika Hino (ed. giapponese), Greta Bortolotti (ed. italiana)
La madre di David. È un paramedico che lavora duramente per permettere al figlio di frequentare l'Accademia Arasaka.
Adam Smasher (アダム・スマッシャー?, Adamu Sumasshā)
Doppiato da: Yukihiro Misono (ed. giapponese), Mario Zucca (ed. italiana)
Un supersoldato assetato di sangue e completamente cibernetico che lavora per l'Arasaka come capo della sicurezza.

## Episodi
La regia degli episodi è a cura di Yoshiyuki Kaneko (ep. 1, 6), Yūichi Shimodaira (ep. 2, 8), Mai Ōwada (ep. 3), Akira Furukawa (ep. 4, 9), Kōdai Nakano (ep. 5, 10) e Tomoyuki Munehiro (ep. 7). Hiroyuki Kaneko è l'assistente alla regia. Gli storyboard sono a cura di Yoshiyuki Kaneko (ep. 1-2, 4, 9), Akira Amemiya (ep. 3), Kōdai Nakano (ep. 5), Kai Ikarashi (ep. 6), Yoshihiro Miyajima (ep. 7-8), Sushio (ep. 10) e Yō Yoshinari (ep. 10).
| Nº | Titolo italiano e inglese Giapponese 「Kanji」 - Rōmaji | Pubblicazione        | Pubblicazione     |
| Nº | Titolo italiano e inglese Giapponese 「Kanji」 - Rōmaji | Giapponese e inglese | Italiano          |
| 1  | Let You Down 「期待を背に」 | 13 settembre 2022    | 13 settembre 2022 |
| 1  | Anno 2076. David Martinez è un giovane che frequenta la prestigiosa Accademia Arasaka per volere di sua madre Gloria, nonostante i loro seri problemi finanziari. Per continuare a frequentare le lezioni, David modifica illegalmente, su consiglio del suo tecno-chirurgo bisturi Doc, il suo cyberware così da evitare di pagare un aggiornamento richiesto. Tuttavia, le modifiche finiscono per mandare in crash il sistema della scuola e Gloria, porgendo le sue scuse, accetta di pagare i danni. Sulla strada di casa, David litiga brevemente con la madre quando rimangono coinvolti in una sparatoria; Gloria è gravemente ferita e David rimane sconvolto quando la squadra di emergenza Trauma Team decide di non soccorrerli non essendo in possesso della necessaria assicurazione sanitaria. Gloria viene portata in un ospedale pubblico e David accede al suo conto di risparmio per pagare le spese mediche della madre; a questo punto scopre che la donna aveva rubato un impianto Sandevistan di livello militare. Tornato in classe, viene aggredito dal compagno Katsuo, il quale non accetta che un plebeo frequenti l'accademia. David scopre con sgomento che le condizioni di Gloria sono improvvisamente peggiorate e che la madre è morta. Completamente al verde e infuriato con Katsuo per le sue continue umiliazioni, David si reca da Doc chiedendogli di installare il Sandevistan nel suo stesso corpo. |                      |                   |
| 2  | Like A Boy 「少年は何を思う」 | 13 settembre 2022    | 13 settembre 2022 |
| 2  | Doc, dopo aver messo in guardia il ragazzo sui possibili effetti collaterali, accetta di installare il Sandevistan a David, a patto che l'impianto diventi suo quando il giovane dovrà rimuoverlo perché non sarà più in grado di sopportarlo. Forte del nuovo cyberware di livello militare, David affronta Katsuo in Accademia riuscendo facilmente a metterlo al tappeto. La sua azione comporta l'espulsione dall'Accademia, ma attira anche l'attenzione del padre di Katsuo, Tanaka, il quale rimane colpito da come il ragazzo si adatti perfettamente al Sandevistan e, allo scopo di sfruttarlo come cavia, cerca di ricondurlo all'Arasaka organizzando la sua riammissione presso l'Accademia. Nel frattempo David vaga senza meta per la città su un mezzo pubblico, dove blocca una ladruncola coetanea che cerca di rubargli il chip personale, una ragazza cyberpunk di nome Lucy. Questa, colpita dalle sue abilità, gli propone di lavorare insieme per derubare gli altri ignari passeggeri. Al termine del fruttuoso lavoro, però, l'eccessivo utilizzo dell'impianto fa collassare David, che con l'aiuto di Lucy viene portato da Doc, il quale gli fornisce degli immunosoppressori e lo avverte di non usare il Sandevistan più di tre volte al giorno se non vuole diventare un cyberpsicopatico. Usciti dalla clinica, Lucy invita David a casa propria, dove i due hanno modo di conoscersi meglio; la ragazza gli confida il suo sogno di andare un giorno sulla luna perché percepisce l'intera città come una prigione. Gli fa anche vivere un'esperienza lunare grazie a una braindance apposita, ma mentre sono immersi nella simulazione virtuale, David viene riportato alla realtà da una gang di tipi loschi chiamati in segreto da Lucy. |                      |                   |
| 3  | Smooth Criminal 「裏稼業」 | 13 settembre 2022    | 13 settembre 2022 |
| 3  | David si confronta con la gang, composta da Dorio, Pillar e guidata da un uomo di nome Maine, il quale rivela che Gloria era una sua fornitrice e il giorno prima della sua morte gli aveva venduto il Sandevistan. David rivela di essere suo figlio e si offre di lavorare per Maine, dimostrando la sua compatibilità con il Sandevistan. Incuriosito, Maine decide di onorare la sua amicizia con Gloria dando a David la possibilità di mettersi alla prova. Rimasto solo con Lucy, David la incolpa di avergli teso una trappola e averlo ingannato; persa la fiducia in lei, il ragazzo torna quindi a casa. Il giorno successivo si incontra con la gang e Maine lo presenta all'ultimo membro, Kiwi. David partecipa quindi ad una rapina per appropriarsi dei dati di navigazione da Maxim, un autista dell'Arasaka. Il piano va storto a causa di complicazioni inaspettate e David e Lucy sono costretti a rubare la limousine di Maxim. I due, inseguiti dai Tyger Claws assoldati da Maxim, tentano di farsi largo tra le strade di Night City grazie alle capacità di David con il Sandevistan. Arrivati al punto d'incontro Maine li salva dall'ultimo membro della banda e introduce ufficialmente David nella gang, essendo rimasto colpito dalle sue abilità. David incontra anche l'uomo per cui Maine lavora, Faraday, che gli aveva ordinato di rubare i dati di navigazione di Maxim al fine di ottenere informazioni sui movimenti di Tanaka. Faraday informa il gruppo che a causa dell'imprevisto quest'ultimo si è fatto più vigile e dovranno aspettare un'altra occasione per poterlo prendere. David riceve un messaggio dall'Accademia in cui gli offrono la possibilità di ritornare, ma lui rifiuta senza mezzi termini. |                      |                   |
| 4  | Lucky You 「ツキが回って」 | 13 settembre 2022    | 13 settembre 2022 |
| 4  | In qualità di nuova recluta, David affronta un periodo di addestramento nel quale si cimenta in varie attività con i membri della gang, come compiere alcune commissioni per Pilar e sua sorella Rebecca, imparare a guidare da Maine e fare jogging di notte con Lucy. Partecipa anche a diversi lavori come aiutare i suoi nuovi compagni nei loro pericolosi affari e aiutare Lucy con i suoi furti di chip. Viene a sapere che Lucy è una netrunner di talento, ma non scopre molto altro sul suo passato. David confida a Maine di provare qualcosa per la ragazza, ma è certo che lei non ricambi i suoi sentimenti e ha difficoltà a capire se dovrebbe fidarsi. Alla fine, David inizia a sentirsi a proprio agio con la gang. Tuttavia, tornando a casa dopo una serata passata in un bar, Pilar si infuria con un senzatetto colto a urinare per strada, ma si scopre che è affetto da cyberpsicosi e improvvisamente uccide Pilar sparandogli alla testa. Lucy viene presa di mira dal cyberpsicopatico e David usa il suo Sandevistan per distrarlo; il senzatetto viene ucciso e David porta Lucy a casa mentre la gang rimane ad occuparsi del pasticcio. Rimasti soli, Lucy rivela al ragazzo che il suo sogno di andare sulla Luna è autentico. David le promette che la aiuterà a realizzarlo, al che i due si baciano. |                      |                   |
| 5  | All Eyez On Me 「刺さる目線」 | 13 settembre 2022    | 13 settembre 2022 |
| 5  | Il gruppo di Maine continua a svolgere ricerche sul conto di Tanaka finché non scoprono, grazie a David, che il corporativo fa uso massiccio di braindance personalizzate, rivolgendosi frequentemente a un famoso editor noto come JK, "Jimmy Kurosaki". La gang pianifica di servirsi di quest'ultimo per arrivare a Tanaka, ma nel tentativo di avvicinarlo qualcosa va storto e JK, dopo aver messo K.O. Maine, Dorio e Kiwi con un EMP, rapisce David. Durante la breve prigionia in cui JK tortura David facendogli vivere i momenti delle persone divenute cyberpsicopatici, l'editor lo avverte circa il suo Sandevistan, il cui continuo utilizzo lo porterà sicuramente a sviluppare la cyberpsicosi come il precedente proprietario, il colonnello James Norris, anche lui rimasto vittima nonostante le sue grandi doti fisiche e mentali; il ragazzo rimane però convinto e determinato a non fare quella fine. Dorio e una furiosa Lucy riescono a ritrovare David e a immobilizzare JK, il quale accetta di aiutarli per arrivare a Tanaka. Il corporativo, tratto in inganno da JK, giunge così nello studio dell'editor, dove la gang di Maine gli tende una trappola che finisce in una colluttazione durante la quale JK rimane ucciso. Dopo aver messo Tanaka K.O., il gruppo fugge prima che arrivi sul posto il Trauma Team. |                      |                   |
| 6  | Girl on Fire 「炎に包まれて」 | 13 settembre 2022    | 13 settembre 2022 |
| 6  | Tanaka viene portato in un rifugio e una volta sedato il gruppo di Maine inizia l'estrazione dei dati. Tramite un collegamento neurale con Kiwi, cercano di estorcere da lui le informazioni di cui Faraday ha bisogno. Nel mezzo della ricerca, però, Maine accusa sempre di più i sintomi da cyberpsicosi (allucinazioni, vuoti di memoria e scatti di rabbia violenta) a causa degli eccessivi impianti installati nel corpo e durante un attacco d'ira cieca tramortisce Kiwi senza rendersene conto. Tocca a Lucy continuare il lavoro al suo posto, ma la ragazza è inizialmente riluttante finché non viene convinta grazie al sostegno di David. A un certo punto, Tanaka riprende conoscenza (cosa che mette in difficoltà Lucy, impegnata nella ricerca dei dati all'interno della sua mente) e, riconoscendo David, gli propone di lasciarlo andare in cambio di un futuro prestigioso alla corporazione Arasaka. Durante l'immersione neurale, tra le varie informazioni Lucy scopre anche alcuni dati su David e il Sandevistan e prontamente li cancella, ma involontariamente manda l'impianto neurale di Tanaka in corto circuito insieme alla copertura che impediva al Trauma Team di rintracciare il corporativo, così il rifugio viene presto raggiunto dalla squadra di emergenza insieme alle forze di polizia NCPD. Mentre David porta al sicuro Lucy priva di sensi, Dorio e Maine rimangono per affrontare il Trauma Team, ma nel bel mezzo della sparatoria la cyberpsicosi di Maine si aggrava al punto che l'uomo compie una carneficina incontrollata, finendo per uccidere anche Dorio e Tanaka. Gli uomini dell'NCPD vengono abbandonati dal Trauma Team per via della morte del loro cliente; subentrano però gli agenti della MaxTac, una loro squadra d'élite specializzata in scontri con cyberpsicopatici. In un ultimo momento di lucidità, Maine, resosi conto che per lui ormai non c'è più nulla da fare, ordina a David (nel frattempo tornato per aiutarlo) di scappare e sopravvivere. Dato l'addio al ragazzo, come ultimo gesto estremo l'uomo fa esplodere l'intero edificio, uccidendosi con il resto dei nemici. |                      |                   |
| 7  | Stronger 「もっと強く」 | 13 settembre 2022    | 13 settembre 2022 |
| 7  | È passato diverso tempo dopo il colpo a Tanaka e David è ormai diventato un rinomato edgerunner dotato di numerosi impianti su tutto il corpo, ora a capo della squadra con Rebecca, Kiwi e l'autista Falco; tuttavia, non è stato in grado di convincere Lucy, che nel frattempo si è allontanata dalla squadra. Dopo aver completato con successo un incarico per la fixer Wakako salvando la figlia di un VIP da una banda dei Maelstrom, riceve una nuova proposta di lavoro per conto della megacorporazione Militech da parte di Faraday, l'ex-capo di Maine, come test per vedere se è degno di ereditare l'ultimo incarico che la sua squadra avrebbe dovuto compiere, ovvero il recupero dei dati che Tanaka stava nascondendo; Faraday chiede inoltre di insistere con il reclutamento di Lucy. David, che ora vive insieme a lei in un grande appartamento, prova a chiedere alla ragazza di tornare nella gang, ma questa risponde di non sentirsi ancora pronta e racconta al ragazzo del proprio passato: da ragazzina fu sottoposta a un pericoloso addestramento da netrunner dall'Arasaka insieme ad altri della sua età in modo da oltrepassare il Blackwall e recuperare quanto più possibile dei segreti della corporazione rimasti nella Vecchia rete, nonostante i pericoli rappresentati dai malware e dalle IA rinnegate. Alla fine rimasero in vita in pochi e insieme cercarono di scappare, ma Lucy fu l'unica a riuscirci e a sopravvivere. Ella ammette anche che mentre prima si preoccupava solo di sé stessa ora è più preoccupata per la salute di David, il quale inizia a mostrare dei lievi segni di cyberpsicosi. Poco dopo si vede un netrunner che cerca di recuperare per conto di qualcuno i dati perduti di Tanaka, ma viene ucciso segretamente da Lucy. |                      |                   |
| 8  | Stay 「いかないで」 | 13 settembre 2022    | 13 settembre 2022 |
| 8  | Accettando il lavoro di Faraday, David uccide un direttore di laboratorio di Arasaka ma mostra segni di cyberpsicosi nel processo. Nel frattempo, il controspionaggio Arasaka sta indagando sulle misteriose morti del loro personale. Credendo che la Militech sia coinvolta organizzano un tentativo di omicidio su Faraday, che riesce a scappare per un pelo. Con la Militech che si rifiuta di fornire protezione a causa della sua mancanza di risultati sul recupero dei dati che riguardano un progetto su un "cyberscheletro", Faraday prende invece contatto con l'Arasaka, la quale è disposta a perdonarlo per la morte di Tanaka in cambio di rintracciare il netrunner responsabile di star nascondendo i dati di Tanaka uccidendo i loro agenti. Nel frattempo, David continua a mostrare sempre più sintomi di cyberpsicosi e soffre di un trauma per aver ucciso nella sua ultima missione una segretaria innocente che gli ricordava sua madre. Doc consiglia a David di ridimensionare i suoi impianti, dimostrando come, nonostante la sua alta tolleranza, alla fine il suo corpo è arrivato al limite, ma ciò provoca uno scatto d'ira in David. Consapevole che tra di loro le cose sono finite, Doc dona a David nove immunosoppressori di tipo militare, nove volte più potenti di quelli normali i quali, però, una volta finito l'effetto rilasceranno tutto l'accumulo di cyberpsicosi che hanno contenuto. Lucy prega David di non usare gli impianti per un po' di tempo, ma il ragazzo non se la sente di rinunciare adesso e ancora una volta le chiede il suo aiuto. Lucy insiste che c'è qualcosa di cui deve occuparsi prima e David pensa che anche la loro relazione stia giungendo al termine. Proprio in quel momento, infatti, Lucy rileva un altro agente Arasaka che cerca i dati di Tanaka e tenta di ucciderlo in modo da impedire che scoprano i dati riguardanti David, solo per cadere in una trappola tesa da Faraday e Kiwi, la quale ha accettato per ottenere anche lei l'amnistia. |                      |                   |
| 9  | Humanity 「人間らしさ」 | 13 settembre 2022    | 13 settembre 2022 |
| 9  | Dopo aver interrogato Lucy, Faraday e Kiwi scoprono che ha nascosto attivamente i dati di Tanaka su David in quanto dimostratosi potenziale soggetto di prova per il cyberscheletro. Rendendosi conto di ciò, Faraday intende offrire Lucy e David all'Arasaka per assicurarsi una posizione all'interno della corporazione e organizza una trappola per la gang di David incaricandola di attaccare e derubare un suo convoglio. Insieme a Kiwi, Rebecca e Falco, David riesce a prendere il carico principale del convoglio che si rivela essere il cyberscheletro, quando all'improvviso vengono raggiunti e messi alle strette da un esercito della Militech desiderosa di mettere le mani sulla nuova arma. Per indurre David a impiantarsi il cyberscheletro al fine di testarlo, Faraday lo chiama fingendosi Lucy dicendogli che usare l'impianto è l'unico modo per salvare tutti, mentre Kiwi riesce a scappare. David decide di installare il cyberscheletro sul proprio corpo, ma ciò peggiora ulteriormente le sue condizioni fisiche portandolo più vicino alla cyberpsicosi. Lucy riesce a liberarsi per breve tempo e ad avvertire David della trappola, ma ormai è troppo tardi: scoperto il tradimento di Faraday e di Kiwi, David si scatena con il nuovo impianto facendo strage delle forze armate della Militech. Salvati dall'imboscata, la squadra decide di andare a riprendersi Lucy. |                      |                   |
| 10 | My Moon My Man 「私の月、私の恋」 | 13 settembre 2022    | 13 settembre 2022 |
| 10 | David si fa strada attraverso le forze della Militech, Arasaka e MaxTac, mentre lui, Rebecca e Falco si dirigono verso l'Arasaka Tower. Per tutto il tempo le condizioni di David continuano a peggiorare fino a esaurire tutti gli immunosoppressori. Nel frattempo Kiwi ha dei ripensamenti sul lavoro con Faraday e decide di tagliare i legami con lui, ma quest'ultimo aveva comunque intenzione di ucciderla come parte dell'accordo con l'Arasaka di eliminare tutti i testimoni dell'operazione. Prima di morire Kiwi informa David e gli altri sulla posizione di Faraday e Lucy. David attacca la torre, uccidendo le guardie dell'Arasaka e rendendo inabile Faraday. Rendendosi conto che la situazione è fuori controllo l'Arasaka schiera il leggendario cyborg Adam Smasher. Durante i combattimenti Faraday muore e Rebecca viene schiacciata da Smasher. David incarica Falco di portare Lucy in salvo mentre lui rimane indietro per tenere a bada il cyborg. Nonostante il cyberscheletro, David non può competere contro il suo più esperto avversario, ma muore soddisfatto della consapevolezza che Lucy è al sicuro e non ha rimpianti. Qualche tempo dopo Lucy realizza il suo sogno di andare sulla Luna, ma è scoraggiata che David non sia lì con lei, ripensando al momento in cui gli aveva confidato il suo sogno. |                      |                   |

## Produzione
La serie è stata annunciata durante un live streaming Night City Wire per il gioco il 25 giugno 2020 come una collaborazione tra CD Projekt e lo studio Trigger.

## Distribuzione
La serie è stata distribuita su Netflix il 13 settembre 2022.

## Accoglienza

### Critica
Paul Tassi di Forbes definì l'anime "assolutamente incredibile", "una bellissima e inquietante realizzazione di Night City e del mondo creato dai giochi, pur essendo anche un dramma di personaggi meravigliosamente animato e avvincente". Il giornalista elogiò il fatto che la conoscenza del videogioco non era necessaria per godersi la serie, paragonandolo all'esperienza positiva vista nella serie animata Arcane. Sempre secondo Paul, aver giocato a Cyberpunk 2077 permetteva comunque di apprezzare meglio le dinamiche e la storia dell'anime. Allo stesso modo, Jonathon Wilson scrisse per Ready Steady Cut che "in molti modi, questa è la storia di Cyberpunk che il gioco di Cyberpunk voleva raccontare e non poteva".
Matt Kim di IGN elogiò l'esplorazione della vita ostile a Night City, in particolare gli effetti visivi, notando che l'attenzione era più concentrata sulla città piuttosto che su alcuni dei personaggi, e definendola "una corsa sfrenata, ma vale ogni secondo bollente".
In una recensione per Polygon, Kambole Campbell lodò il "linguaggio visivo per vari concetti di gioco", così come la "diversità sonora nella sua colonna sonora" suggerendo che "il punto più forte della serie è la capacità di rappresentare il  disancoraggio psicologico dei suoi personaggi senza sentirsi inautentici."
Anche il produttore di videogiochi Hideo Kojima apprezzò la serie, definendola "un miracolo di Trigger per il mondo" e paragonò favorevolmente l'arte e il design visti nell'anime alla serie OVA del 1990 Cyber City Oedo 808.
Anche Mike Pondsmith, autore dell'originale gioco di ruolo Cyberpunk 2020, elogiò la serie, scrivendo "È come vedere il mio cervello in un anime sul grande schermo".

## Riconoscimenti
- 2022 - The Game Awards[18]
  - Candidatura per il miglior adattamento
- 2023 - Annie Award[19]
  - Candidatura per il miglior storyboarding tv o media a Yoshiyuki Kaneko (per l'episodio Let You Down)